# Broderstorf
Broderstorf – miejscowość i gmina w Niemczech,  w kraju związkowym Meklemburgia-Pomorze Przednie, w powiecie Rostock, siedziba związku gmin Carbäk. 1 stycznia 2013 do gminy przyłączono gminę Steinfeld, która stała się zarazem jej dzielnicą.